# 婆罗多牟尼
婆罗多牟尼，印度古典文艺理论家，《戏剧论》（又譯《樂舞論》） 的作者。被看作是印度文艺理论的鼻祖，相传是公元前二世纪至公元二世纪期间的人物。婆罗多牟尼将梵剧形式（Natyam / Rūpaka）分为十种类型，其中戏剧（nāṭaka）是一种。他还概述了一系列影响印度舞蹈、音乐和戏剧本质的“味”（Rasa）。